# Zamladinec
Zamladinec je naselje u Hrvatskoj u sastavu općine Svetog Petra Orehovca. Nalazi se u Koprivničko-križevačkoj županiji. 

## Zemljopis
Nalazi se na zapadnoj obali rječice. Zapadno je Selanec, sjeverozapadno su Črnčevec, Mikovec i Hrgovec, sjeveroistočno su Dedina i sjeveroistočno Žibrinovec, istočno su Bočkovec i Sveta Helena, jugoistočno su Piškovec i Brdo Orehovečko, južno je Guščerovec, jugozapadno su Međa, Orehovec i Sveti Petar Orehovec.

## Stanovništvo
| broj stanovnika | 104   | 103   | 111   | 118   | 118   | 134   | 147   | 140   | 143   | 142   | 147   | 140   | 126   | 123   | 121   | 104   | 86    |
|                 | 1857. | 1869. | 1880. | 1890. | 1900. | 1910. | 1921. | 1931. | 1948. | 1953. | 1961. | 1971. | 1981. | 1991. | 2001. | 2011. | 2021. |